# Valete de Espadas
Valete de Espadas é uma obra do poeta cearence Gerardo Mello Mourão, trata-se de um romance, uma parábola existencialista que narra a história de Gonçalo Val de Cães. O Romance, essencialmente moderno, contém elementos experimentais, como a fragmentação do espaço e do tempo, pausas reflexivas e utiliza-se,  de personagens históricos, literários e das narrativas bíblicas.

## Contextualização da Obra
Valete de Espadas foi escrito na década de 1940, durante o período em que Gerardo Mello Mourão esteve preso pela ditadura de Getúlio Vargas. O livro ficou doze anos inédito e desconhecido, até a esposa de Mourão enviar os originais clandestinamente ao Diário de Notícias, em 1955. Desde então, ganhou prestígio nacional e internacional, sendo traduzido para vários idiomas, dentre eles o francês e o alemão.

## Traduções
- (em francês) Le Valet de pique, Collection Du monde entier, Gallimard. ISBN 207024363X
- (em alemão) Pikbube. Roman. Aus dem Portugiesischen von Curt Meyer-Clason. Mit einem Nachwort von Goffredo Jommi. (= Rowohlt Paperback; 24). Rowohlt, Reinbek bei Hamburg 1963.